# Philip Cahn
Philip Cahn (* 18. Juni 1894 in New York City; † 28. September 1984 in Thousand Oaks, Kalifornien) war US-amerikanischer Filmeditor.

## Leben
Cahn begann 1930 seine Laufbahn als Editor und war bis einschließlich 1962 an mehr als 80 Produktionen beteiligt. Die Serien Letter to Loretta sowie Rauchende Colts waren seine einzigen Arbeiten für das Fernsehen. Nachdem er für letztere im Jahr 1962 an einer Folge mitgewirkt hatte, zog er sich aus dem Filmgeschäft zurück.
Er drehte mehrere Filme mit den Regisseuren Arthur Lubin und Samuel Fuller. 
Cahn war 1937 Mitbegründer der Motion Picture Editors Guild. 
Sein Bruder war der Filmregisseur Edward L. Cahn (1899–1963). Sein Sohn Dann Cahn (1923–2012) war und sein 1957 geborener Enkel Daniel T. Cahn ist ebenfalls Filmeditor.

## Filmografie (Auswahl)
- 1932: Gesetz und Ordnung (Law and Order)
- 1934: Frauen am Scheidewege (Imitation of Life)
- 1940: Schwarzer Freitag (Black Friday)
- 1941: Buck Privates
- 1941: Vorsicht Gespenster! (Hold That Ghost)
- 1942: Helden im Sattel (Ride 'Em Cowboy)
- 1942: Arabische Nächte (Arabian Nights)
- 1944: Frankensteins Haus (House of Frankenstein)
- 1948: Silberkönig (Northwest Stampede)
- 1951: Die Hölle von Korea (The Steel Helmet)
- 1951: Ich war eine amerikanische Spionin (I Was an American Spy)
- 1951: Mädchen im Geheimdienst (FBI Girl)
- 1952: Park Row
- 1953–1960: Letter to Loretta (Fernsehserie)
- 1962: Rauchende Colts (Gunsmoke, Fernsehserie, 1 Folge)